# SG-1
SG-1 je fiktivní vlajkový tým (jednotka) programu Hvězdná brána ze seriálu Hvězdná brána.  SG-1 je víceúčelové taktické uskupení jehož funkce zahrnují první kontakt, průzkum, boj, diplomacii, počáteční archeologický průzkum a technologickou analýzu. Jeho trvalé rozkazy jsou: 
- Navazovat a udržovat diplomatická jednání s mimozemskými světy
- Získávat mimozemské technologie pro obranu Země proti Goa'uldům a dalším hrozbám.

## Členové týmu
- Jack O'Neill (1.–7. řada, velitel týmu)
- Samantha Carterová (1.–10. řada)
- Daniel Jackson (1.–5. řada, 7.–10. řada)
- Teal'c (1.–10. řada)
- Jonas Quinn (6. řada, nahradil Jacksona)
- Vala Mal Doran (10. řada)
- Cameron Mitchell (9.–10. řada, velitel týmu, nahradil O'Neilla)
- Robert Makepeace (velitel týmu v epizodě Odstíny šedi)

## Úspěchy
Tým SG-1 je zodpovědný: 
- za smrt několika vládců soustavy Apophise, Nirtty, Krona, Área, Hathor, Sokara, Molocuna a Marduka a také za pád vládců Raa, Anubise a Ba'ala.
- za svržení vládců soustavy a zničení Replikátorů v bitvě o Dakaru.
- navázání prvních kontaktů s Asgardy, Tollány, Tok'ry atd...
- za navázání kontaktu s Orii a zničení Oriů Merlinovou zbraní a za jejich konečnou porážku archou pravdy.
- za několikanásobné zachránění Země před útoky Goa'uldů, Replikátorů a Oriů.